# Pelomyia coronata
Pelomyia coronata är en tvåvingeart som beskrevs av Friedrich Hermann Loew 1866. Pelomyia coronata ingår i släktet Pelomyia och familjen Canacidae. Inga underarter finns listade i Catalogue of Life.